# La Roque-Sainte-Marguerite
La Roque-Sainte-Marguerite är en kommun i departementet Aveyron i regionen Occitanien i södra Frankrike. Kommunen ligger  i kantonen Peyreleau som ligger i arrondissementet Millau. År 2022 hade La Roque-Sainte-Marguerite 178 invånare.

## Befolkningsutveckling
Antalet invånare i kommunen La Roque-Sainte-Marguerite
Referens: INSEE